# Jonathan Rosenberg (Mathematiker)

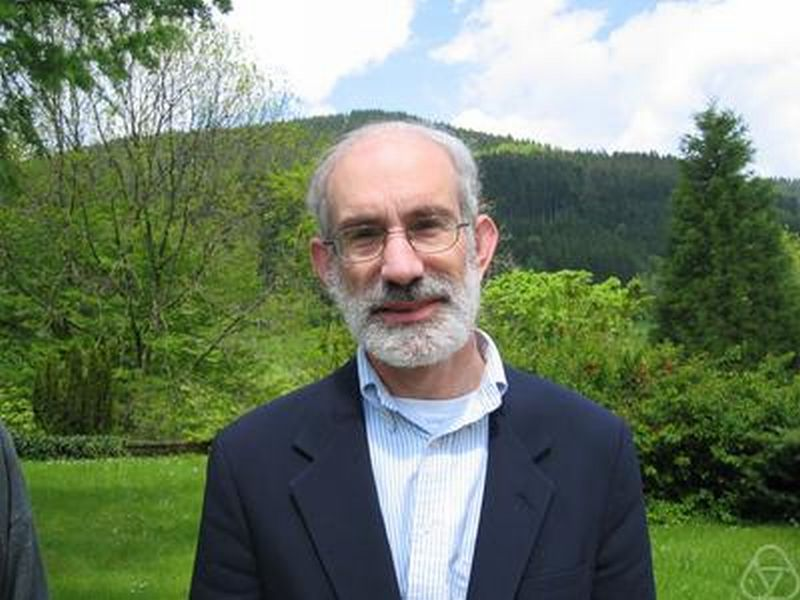
Jonathan Rosenberg, Oberwolfach 2005

Jonathan Micah Rosenberg (* 30. Dezember 1951 in Chicago, Illinois) ist ein US-amerikanischer Mathematiker, der sich mit Algebraischer Topologie, Operatoralgebren, K-Theorie und Darstellungstheorie, mit mathematischen Anwendungen in der Stringtheorie (Dualitäten) befasst.
Rosenberg wurde 1976 bei Marc Rieffel an der University of California, Berkeley, promoviert (Group C*-algebras and square integrable representations). 1977 bis 1981 war er Assistant Professor an der University of Pennsylvania und seit 1981 ist er an der University of Maryland in College Park zunächst als Associate Professor, ab 1985 als Professor. Er ist dort Ruth M. Davis Professor für Mathematik.
Er befasst sich mit Operatoralgebren und ihren Beziehungen zu Topologie, Geometrie, mit der unitären Darstellungstheorie von Liegruppen, K-Theorie und Indextheorie.
Nach ihm, H. Blaine Lawson und Michail Leonidowitsch Gromow ist die Gromov-Lawson-Rosenberg Vermutung benannt. Die Vermutung gibt ein Kriterium für die Existenz einer Metrik mit positiver Skalarkrümmung auf glatten zusammenhängenden kompakten Mannigfaltigkeiten ohne Rand in fünf und mehr Dimensionen. Gromov und Lawson zeigten die Invarianz der Frage der Existenz einer solchen Metrik unter Chirurgie (Surgery) falls die Dimension hoch genug ist und bei einfachem Zusammenhang. Rosenberg behandelte den Fall nichttrivialer Fundamentalgruppe und benutzte K-Theorie Invarianten um ein Obstruktionskriterium für die Existenz einer solchen Metrik zu formulieren.
Rosenberg zeigte enge Zusammenhänge die Gromov-Lawson Vermutung mit der Novikov-Vermutung auf (einem zentralen offenen Problem der algebraischen Topologie) und formulierte mit Stephan Stolz eine „stabile“ Form der Vermutung, die sie für eine ganze Reihe von Fundamentalgruppen beweisen konnten.
Seit 2007 ist er Herausgeber des Journal of K-Theory. 2000 bis 2003 war er Associate Editor des Journal of the American Mathematical Society und 1988 bis 1992 von Proceedings of the AMS. Von 1981 bis 1984 war er Sloan Research Fellow. Er ist Fellow der American Mathematical Society.
Er ist seit 1990 mit Jeanne Sauber verheiratet und hat zwei Kinder.

## Schriften
- mit Elliot C. Gootman: The structure of crossed product {\displaystyle C^{*}}-algebras: a proof of the generalized Effros-Hahn conjecture. In: Inventiones Mathematicae. Band 52, Nr. 3, 1979, S. 283–298.
- {\displaystyle C^{*}}-algebras, positive scalar curvature, and the Novikov Conjecture.
  - Teil 1 in: Institut des Hautes Etudes Scientifiques. Publications Mathématiques. Band 58, 1983, S. 197–212, (online);
  - Teil 2 in: Huzihiro Araki, Eduard G. Effros (Hrsg.): Geometric Methods in Operator Algebras. Proceedings of the US-Japan Joint Seminar on Geometric Methods in Operator Algebras, Kyoto, July 1983 (= Pitman Research Notes in Mathematics Series. 123). Longman, Harlow (Essex) 1986, ISBN 0-582-99456-X, S. 341–374
  - Teil 3 in: Topology. Band 25, Nr. 3, 1986, S. 319–336, doi:10.1016/0040-9383(86)90047-9.
- mit Claude Schochet: The Künneth theorem and the universal coefficient theorem for equivariant K-theory and KK-theory (= Memoirs of the American Mathematical Society. 348). American Mathematical Society, Providence RI 1986, ISBN 0-8218-2349-3.
- mit Claude Schochet: The Künneth theorem and the universal coefficient theorem for Kasparov’s generalized {\displaystyle K}-functor. In: Duke Mathematical Journal. Band 55, Nr. 2, 1987, S. 431–474, doi:10.1215/S0012-7094-87-05524-4.
- The {\displaystyle KO}-assembly map and positive scalar curvature. In: Stefan Jackowski, Bob Oliver, Krzystof Pawałowski (Hrsg.): Algebraic Topology Poznań 1989. Proceedings of a conference held in Poznań, Poland, june 22–27, 1989 (= Lecture Notes in Mathematics. 1474). Springer, Berlin u. a. 1991, ISBN 3-540-54098-9, S. 170–182.
- mit Stephan Stolz: A „stable“ version of the Gromov-Lawson conjecture. In: Mila Cenkl, Haynes Miller (Hrsg.) The Čech centennial. A Conference on Homotopy Theory, June 22–26 1993, Northeastern University (= Contemporary Mathematics. 181). American Mathematical Society, Providence RI 1995, ISBN 0-8218-0296-8, S. 405–418.
- als Herausgeber mit Steven C. Ferry, Andrew Ranicki: Novikov Conjectures, Index Theorems and Rigidity. Oberwolfach 1993 (= London Mathematical Society. Lecture Notes Series. 226–227). 2 Bände. Cambridge University Press, Cambridge u. a. 1995, ISBN 0-521-49796-5 (Bd. 1), ISBN 0-521-49795-7 (Bd. 2);
  - in Band 1, S. 7–66: Ferry, Ranicki, Rosenberg: History and Survey of the Novikov Conjecture.
  - in Band 1, S. 338–372: Rosenberg: Analytic Novikov for Topologists.
- Algebraic K-Theory and its Applications (= Graduate Texts in Mathematics. 147). Springer, New York NY u. a. 1996, ISBN 3-540-94248-3.
- mit Kevin R. Coombes, Ronald L. Lipsman: Multivariable calculus and Mathematica. With applications to geometry and physics, Springer, New York NY u. a. 1998, ISBN 0-387-98360-0.
- als Herausgeber mit Sylvain Cappell, Andrew Ranicki: Surveys on Surgery Theory. Papers dedicated to C. T. C. Wall (= Annals of Mathematics Studies. 145 und 149). 2 Bände. Princeton University Press, Princeton NJ u. a. 2000–2001, ISBN 0-691-04937-8 (Bd. 1), ISBN 0-691-08814-4 (Bd. 2);
  - in Band 2, S. 353–389: Rosenberg, Stephan Stolz: Metrics of positive scalar curvature and connections with surgery.
- mit Joachim Cuntz, Ralf Meyer: Topological and bivariant K-theory (= Oberwolfach Seminars. 36). Birkhäuser Basel u. a. 2007, ISBN 978-3-7643-8398-5.
- als Herausgeber mit Robert S. Doran, Greg Friedman: Superstrings, geometry, topology, and {\displaystyle C^{*}}-algebras. (NSF-CBMS Regional Conference on Mathematics on Topology, {\displaystyle C*}-Algebras, and String Duality, held at Texas Christian University, Fort Worth, Texas, May 18–22, 2009) (= Proceedings of Symposia in Pure Mathematics. 81). American Mathematical Society, Providence RI 2010, ISBN 978-0-8218-4887-6.